# Berufsbildende Schulen des Landkreises Osnabrück, Brinkstraße
Die Berufsbildenden Schulen des Landkreises Osnabrück, Brinkstraße (kurz: BBS Brinkstraße) bilden das gegenwärtig größte gewerblich-technische Berufsschulzentrum in Niedersachsen (Stand 2016/17).
Dort wurden im Schuljahr 2016/17 4536 Schüler in 241 Klassen von 140 Lehrern unterrichtet. Davon befinden sich etwa 80 Prozent in der Teilzeitberufsschule.
An der BBS Brinkstraße werden Auszubildende im gewerblich-technischen Berufsbereich in insgesamt über 30 Ausbildungsberufen im Rahmen des Dualen Ausbildungssystems ausgebildet. Im Vollzeitbereich gibt es Bildungsangebote der Berufsfachschule mit den Schwerpunkten Elektrotechnik, Informatik und Metalltechnik, der Fachoberschule, des Beruflichen Gymnasiums und der Fachschule Technik (Technikerschule). Die BBS Brinkstraße trägt den Titel einer Europaschule in Niedersachsen.

## Geschichte

### Gründung
Seit dem Jahr 1797 wurde versucht eine Zeichenschule in Osnabrück zu gründen, jedoch lehnt der Magistrat diese Bitte aus Geldmangel ab. Erst 1822 wird die Zeichenschule für Bauhandwerker und Tischler gegründet. Der Unterricht sollte sonntags abgehalten werden. Am Anfang gab es nur zwei Klassen mit zusammen 125 Schülern. Es kamen nicht viele Schüler zum Unterricht, da sie von ihren Handwerksmeistern nicht freigestellt wurden. Ab 1838 wurde der Unterricht auch wochentags von 20 bis 22 Uhr erteilt.

### Ausbau der Schule
1903 wurde ein hauptamtlicher Lehrer eingestellt, und ab 1910 fand der Unterricht tagsüber statt. Die Schule gewann an Bedeutung und ihre Schülerzahl wuchs von Jahr zu Jahr. In der Zeit, als die Zahl der hauptamtlichen Lehrer auf dem Lande noch gering war und der Unterricht durch nebenamtliche Lehrkräfte erteilt wurde, war die Osnabrücker Berufsschule lange Jahre hindurch die Schulungsstätte für diese Lehrpersonen. In zahlreichen Ferienkursen wurden nebenamtliche Lehrkräfte durch hauptamtliche Lehrkörper für den Unterricht ausgebildet.
Die Berufsschule war fachlich ausgebaut. Sie verfügte über 23 Werkstätten und Übungsräume. Sie war im ehemaligen evangelischen Lehrerseminar und im Gebäude Stuckmannshof untergebracht.

### Umzug zur Brinkstraße
Die Schülerzahlen stiegen rasch an, so dass der Landkreis Osnabrück beschloss, eine gewerblich technische Berufsschule an der Brinkstraße zu bauen. Am 1. April 1960 war das neu errichtete Gebäude bezugsfertig. Im Laufe der Jahre sind verschiedene berufsbildende Schulformen neben der Berufsausbildung hinzugekommen: Berufsaufbauschule (1962), Fachoberschule-Technik (1969), Berufsgrundbildungsjahr Metall- und Elektrotechnik (1973), Fachgymnasium Technik (1975), Berufsfachschule Technischer Assistent für Informatik (2002).
Der Campus der BBS Brinkstraße vergrößerte sich mit der steigenden Zahl von Schulformen und Schülern zunehmend. Im Jahr 1995 wurde ein Gebäude eingeweiht, das als Labortrakt für die Elektrotechnik genutzt wird. 1999 wurde ein ehemaliges Kasernengebäude zu einem Zentrum für Mechatronik und Automatisierungstechnik ausgebaut. Nach 2000 wurde das Verwaltungsgebäude und eine Sporthalle neu gebaut.

## Bildungsgänge
Aktuell umfasst die BBS Brinkstraße die folgenden Schulformen:
- Duale Berufsausbildung in den Berufsfeldern Metalltechnik, Elektrotechnik und Naturwissenschaften sowie in den nicht zugeordneten Berufen Mechatroniker, Technische Produktdesigner/Systemplaner, Augenoptiker, Goldschmied, Berufskraftfahrer, IT-Systemelektroniker, Fachinformatiker
- Berufseinstiegsklasse Metalltechnik
- Einjährige Berufsfachschule-Technik für Realschulabsolventen
- Zweijährige Berufsfachschule Technischer Assistent für Informatik
- Fachoberschule Technik (Fachhochschulreife)
- Berufliches Gymnasium mit den Schwerpunkten Metalltechnik, Gestaltungs- und Medientechnik, Informationstechnik und Mechatronik
- Zweijährige Fachschule Technik (Vollzeit), Fachrichtungen Maschinentechnik, Elektrotechnik
- Vierjährige Fachschule Technik (Teilzeit), Fachrichtungen Maschinentechnik, Elektrotechnik, Mechatronik

## Schulpartnerschaften und Kooperationspartner
Die BBS Brinkstraße kooperiert international mit den folgenden Schulen:
- EUC SYD – Sonderborg (Dänemark)
- Derby College/East Anglia College/Vision West Nottinghamshire College – Derby/King’s Lynn/Mansfield (England)
- ROC Friese Poort – Sneek/Drachten (Niederlande)
- Mosjøen videregaende skole – Mosjøen (Norwegen)
- IES Politécnico de Vigo – Vigo (Spanien)
- Aydin Mimar Sinan Teknik ve Endustri Meslek Lisesi – Aydin (Türkei)
- Fáy András – Budapest (Ungarn)
- I.S.I.S. „Città di Luino – C. Volonté“ – Luino (Italien)
- Tartu Kutsehariduskeskus – Tartu (Estland)
- Tokushima High School of Science and Technology – Tokushima (Japan)

Im Bereich der Informationstechnik/Netzwerktechnik können an der BBS Brinkstraße im Rahmen der Cisco Networking Academy Zertifikate erworben werden.

## Sonstiges
Die BBS Brinkstraße ist seit 2012 eine Europaschule und wurde vom Kultusministerium zum Innovations- und Zukunftszentrum für Mechatronik- und Robotiksysteme ernannt. Seit Anfang 2011 erscheinen regelmäßig Folgen von BBS.TV auf der Videoplattform YouTube.